# مارسيو كاريكا
مارسيو كاريكا (بالبرتغالية: Márcio Careca‏) هو لاعب كرة قدم برازيلي في مركزي الدفاع، ولد في 28 يوليو 1978 في دوق دي كاكسياس في البرازيل. لعب مع أتلتيكو يوفنتوس وسانتو أندريه ونادي بارانا ونادي بالميراس ونادي برازيليا ونادي سانتوس ونادي ساو باولو ونادي سيارا ونادي غواراني ونادي فاسكو دا غاما ونادي ميراسول.

## وصلات خارجية
- مارسيو كاريكا على موقع قاعدة بيانات كرة القدم.إي يو (الإنجليزية)